# 布科 (大西洋比利牛斯省)
布科（法語：Boucau，法語發音：[buko]）是法国大西洋比利牛斯省的一个市镇，属于巴约讷区。

## 地理
布科（43°31'25"N, 1°29'12"W）面积5.82 平方千米，位于法国新阿基坦大区大西洋比利牛斯省，该省份为法国东南部省份，涵盖了贝阿恩与北巴斯克，西临大西洋比斯開灣，北至朗德省，东北接热尔省，东临上比利牛斯省，南与西班牙接壤。
与布科接壤的市镇（或旧市镇、城区）包括：巴约讷、塔尔诺斯、昂格莱特。
布科的时区为UTC+01:00、UTC+02:00（夏令时）。

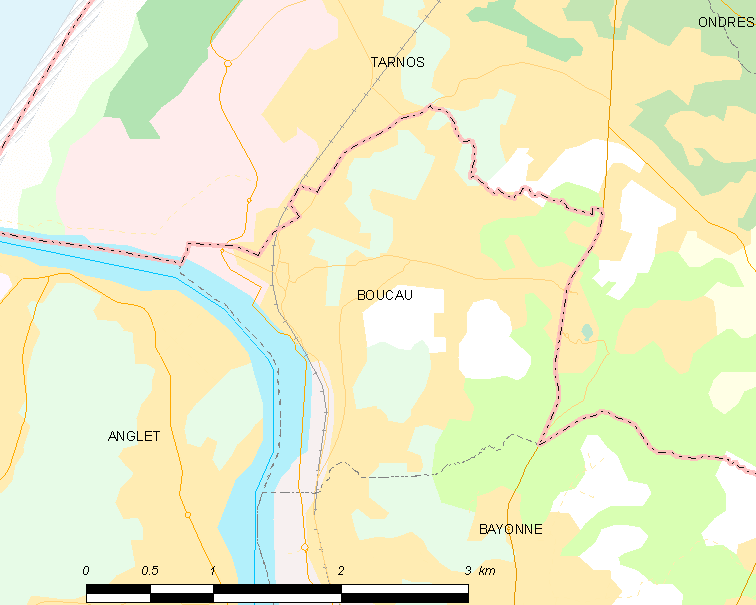
布科的OSM定位图

## 行政
布科的邮政编码为64340，INSEE市镇编码为64140。

## 政治
布科所属的省级选区为巴约讷第二县。

## 人口

1962-2008年间布科人口变化图示

布科于2022年1月1日时的人口数量为8934人。